# Prix Imaginales
 (août 2017).
Le prix Imaginales est un prix littéraire créé en mai 2002. Il est décerné lors du festival du même nom qui se déroule chaque année au mois de mai, à Épinal, dans les Vosges. 
Le prix récompense les meilleures œuvres de fantasy de l'année dans six catégories :
- Meilleur roman francophone ;
- Meilleur roman étranger traduit en français ;
- Meilleure œuvre pour la jeunesse ;
- Meilleure illustration ;
- Meilleure nouvelle ;
- Prix spécial du jury.

Chaque prix est doté (1 000 euros  pour les quatre premières catégories, 250 euros pour les deux dernières).
Le prix "Meilleure bande dessinée" est décerné de 2011 à 2013 puis à partir de 2021.
À partir de 2024, les prix "Meilleure nouvelle" et "Prix spécial du jury" ne sont plus attribués. Un prix "Meilleur album" est créé qui concerne les albums relevant de l’imaginaire au sens large et s'adressant aux enfants de 3 à 6 ans.

En outre, trois prix de lecteurs sont attribués chaque année par une trentaine de classes de primaires, collèges et lycées de toute la région. 
- Prix des lycéens (depuis 2005) ;
- Prix des collégiens (depuis 2009) ;
- Prix des écoliers (depuis 2015).

Ces prix, désormais largement reconnus, bénéficient d'un important écho dans les médias, y compris à l'international (notamment dans les pays francophones),,,.

## Jury
Les prix sont attribués pendant le festival Imaginales, qui se tient à Épinal dans la seconde quinzaine du mois de mai.
De 2002 à 2023, le jury est permanent et composé de :
- Jacques Grasser, président, adjoint au maire d'Épinal chargé de la Culture ;
- Natacha Vas-Deyres, professeure agrégée et chercheuse de l'Université Bordeaux Montaigne (depuis 2017 : en remplacement d'Anne Besson) ;
- Annaïg Houesnard, traductrice ;
- Christophe de Jerphanion (depuis 2017 : en remplacement de Jérôme Vincent) ;
- Jean-Claude Vantroyen, chef du service culture au quotidien belge Le Soir ;
- Stéphane Wieser, directeur du festival Imaginales (depuis 2015 : en remplacement de Bernard Visse, 2002-2014) ;
- Frédérique Roussel, journaliste.

À partir de 2024 quatre jurys distincts attribuent les prix : l'un pour les prix du roman francophone et du roman étranger traduit, un autre pour le roman jeunesse, un troisième pour l'album et un dernier pour les prix de l'illustration et de la bande dessinée.

## Liste des lauréats
En 2004, une catégorie jeunesse a été ajoutée. L'année suivante, le nombre de catégories a été porté à six, avec la séparation du prix du roman en deux catégories : roman francophone et roman étranger traduit.

### Meilleur roman francophone
- 2005 : L'Elixir d'oubli par Pierre Pevel
- 2006 : Les Enfants de la veuve par Henri Lœvenbruck
- 2007 : 1794 par Pierre Bordage
- 2008 : Le Trône d'Ébène par Thomas Day
- 2009 : Gagner la guerre : récit du vieux royaume par Jean-Philippe Jaworski
- 2010 : Chien du heaume par Justine Niogret
- 2011 : Cytheriae par Charlotte Bousquet
- 2012 : La Geste du Sixième Royaume par Adrien Tomas
- 2013 : Le Puits des mémoires par Gabriel Katz
- 2014 : Même pas mort par Jean-Philippe Jaworski
- 2015 : Manesh par Stefan Platteau
- 2016 : L’Héritage des Rois Passeurs par Manon Fargetton
- 2017 : Journal d'un marchand de rêve par Anthelme Hauchecorne
- 2018 : La Désolation par Pierre Bordage
- 2019 : Femmes d'argile et d'osier par Robert Darvel
- 2020 : Danse avec les lutins par Catherine Dufour
- 2021 : Thecel par Léo Henry
- 2022 : Le Sang de la cité par Guillaume Chamanadjian
- 2023 : Les marins ne savent pas nager par Dominique Scali
- 2024 : Du thé pour les fantômes par Chris Vuklisevic
- 2025 : Un printemps de sang par Fabien Cerutti

### Meilleur roman étranger
- 2005 : Le Frère initié par Sean Russell (trad. Pierre Goubert)
- 2006 : Les Fantômes d'Ombria par Patricia A. McKillip (trad. Pascal Tilche)
- 2007 : La Déchirure et Le Cavalier rêveur par Robin Hobb (trad. Arnaud Mousnier-Lompré)
- 2008 : Des horizons rouge sang par Scott Lynch (trad. Olivier Debernard)
- 2009 : Roi du matin, reine du jour par Ian McDonald (trad. Jean-Pierre Pugi)
- 2010 : Sœur des cygnes par Juliet Marillier (trad. Hélène Bury)
- 2011 : Lamentation par Ken Scholes (trad. Olivier Debernard)
- 2012 : Le Baiser du rasoir par Daniel Polansky (trad. Patrick Marcel)
- 2013 : L'Alliage de la justice par Brandon Sanderson (trad. Mélanie Fazi)
- 2014 : Qui a peur de la mort ? par Nnedi Okorafor (trad. Laurent Philibert-Caillat)
- 2015 : Comme un conte par Graham Joyce (trad. Louise Malagoli)
- 2016 : Une histoire naturelle des dragons par Marie Brennan (trad. Sylvie Denis)
- 2017 : Refuge 3/9 par Anna Starobinets (trad. Raphaëlle Pache)
- 2018 : Sombres cités souterraines par Lisa Goldstein (trad. Patrick Marcel)
- 2019 : Le Dernier Rêve de la raison par Dmitri Lipskverov (trad. Raphaëlle Pache)
- 2020 : Vita Nostra par Marina et Sergueï Diatchenko (ru) (trad. Denis E. Savine)
- 2021 : Kra par John Crowley (trad. Patrick Couton)
- 2022 : Notre part de nuit par Mariana Enríquez (trad. Anne Plantagenet)
- 2023 : Jusque dans la terre par Sue Rainsford (trad. Francis Guévremont)
- 2024 : Sauvage par Joan Mickelson (trad. Joan Mickelson)
- 2025 : La Cité des Marchespar Robert Jackson Bennett (trad. Laurent Philibert-Caillat)

### Meilleur roman (avant 2005)
- 2002 : La Folie de Dieu par Juan Miguel Aguilera (trad. Agnès Naudin)
- 2003 : Le Pas de Merlin par Jean-Louis Fetjaine
- 2004 : Le Dernier Magicien par Megan Lindholm (trad. Sylvie Denis)

### Meilleure œuvre pour la jeunesse
- 2004 : La Quête d'Ewilan par Pierre Bottero
- 2005 : Jour de lumière, nuit de guerre par Clive Barker
- 2006 : Le Dernier Elfe par Silvana De Mari
- 2007 : Le Vol du héron par Lian Hearn
- 2008 : La Malédiction d'Old Haven par Fabrice Colin
- 2009 : Les Gorgonautes par Fabien Clavel
- 2010 : Le Livre des choses perdues par John Connolly
- 2011 : Reckless par Cornelia Funke
- 2012 : La Soie et l’Épée par Kai Meyer
- 2013 : Quelques minutes après minuit par Patrick Ness
- 2014 : Les Outrepasseurs par Cindy Van Wilder
- 2015 : La Voie des oracles par Estelle Faye
- 2016 : La Fille qui navigua autour de Féérie dans un bateau construit de ses propres mains par Catherynne M. Valente
- 2017 : Panique dans la mythologie : l'Odyssée d'Hugo par Fabien Clavel
- 2018 : Le Complot des corbeaux par Ariel Holzl
- 2019 : Les Guerriers de glace par Estelle Faye et Nancy Peña
- 2020 : L'Estrange Malaventure de Mirella par Flore Vesco
- 2021 : Akata Witch par Nnedi Okorafor
- 2022 : Les Voleurs de fumée par Sally Green
- 2023 : La Dragonne et le Drôle par Damien Galisson
- 2024 : Mille Pertuis, tome 1, La Sorcière sans nombril par Julia Thévenot
- 2025 : La Tisseuse de vents par Nina Lan

### Meilleure nouvelle
- 2002 : Le Sang des titanides par Jonas Lenn
- 2003 : L’Étrangeté du jour par Kristine Kathryn Rusch
- 2004 : Scarrowfell (Dans la vallée des statues et autres histoires) par Robert Holdstock (traduction Philippe Gindre)
- 2005 : Musiques de la Frontière par Léa Silhol
- 2006 : Retour au pays par Robin Hobb
- 2007 : Le Pouvoir des Maux par Eric Boissau
- 2008 : Contes myalgiques (l'ensemble du recueil) par Nathalie Dau
- 2009 : L’Île close (anthologie De Brocéliande en Avalon) par Lionel Davoust
- 2010 : Les Sept Derniers Païens par Romain Lucazeau
- 2011 : London Faerie Blitz par Yohan Vasse
- 2012 : Le Dragon Griaule par Lucius Shepard (pour l'ensemble du recueil)
- 2013 : Un privé sur le Nil par Sylvie Miller et Philippe Ward (pour l'ensemble du recueil)
- 2014 : Un jeune homme de mauvaise vie par Ellen Kushner
- 2015 : Père-des-Pierres par Orson Scott Card
- 2016 : Une robe couleur d’océan par Estelle Faye
- 2017 : Le Clin d’œil du héron par Jean-Claude Dunyach
- 2018 : Kalpa impérial par Angélica Gorodischer
- 2019 : Signal d'alerte par Neil Gaiman
- 2020 : Chuchoteurs du dragon et autres murmures par Thomas Geha
- 2021 : Bienvenue à Sturkeyville par Bob Leman
- 2022 : Féro(ce)cités par Eymeric Amselem, Fran Basil, Edouard H. Blaes, Jeanne Mariem Correze, Kevane Demillas, Delphine H. Edwin, Thomas Fouchault, Jason Martin, Pauline Sidre et Xavier Watillon
- 2023 : Le Serpent par Claire North

### Meilleure illustration
- 2002 : Sandrine Gestin, pour sa couverture de Harmelinde et Deirdre (livre de Nicolas Cluzeau)
- 2003 : John Howe, pour son livre Sur les terres de Tolkien
- 2004 : Laurent Miny, pour sa couverture de Les Enchantements d’Ambremer (livre de Pierre Pevel)
- 2005 : Guillaume Sorel, pour sa couverture de Les Tisserands de Saramyr (livre de Chris Wooding)
- 2006 : Gianni de Conno, pour sa couverture de Le Dernier Elfe (livre de Silvana De Mari)
- 2007 : Benjamin Carré, pour sa couverture de Blanche et le vampire de Paris (livre de Hervé Jubert)
- 2008 : Guillaume Sorel, pour sa couverture de Kane, l'intégrale T1 (livre de Karl Edward Wagner)
- 2009 : Frédéric Perrin, pour sa couverture de Le Grand pays (livre de Ange)
- 2010 : Alain Brion, pour ses couvertures de Elantris (livres de Brandon Sanderson)
- 2011 : Elvire De Cock, pour sa couverture de Cytheriae (livre de Charlotte Bousquet)
- 2012 : François Place, pour son livre Le Secret d'Orbæ
- 2013 : Amandine Labarre, pour sa couverture de Porcelaine (livre d’Estelle Faye)
- 2014 : Noëmie Chevalier, pour sa couverture d’Arcadia (livre de Fabrice Colin)
- 2015 : Hélène Larbaigt, pour son livre L'Étrange Cabaret des fées désenchantées
- 2016 : Melchior Ascaride, pour l’identité graphique des éditions Les Moutons électriques
- 2017 : Aurélien Police, pour ses couvertures de la trilogie La Voie des oracles (livre d'Estelle Faye)
- 2018 : Yana Moskaluk, pour sa couverture de Boudicca (livre de Jean-Laurent Del Socorro)
- 2019 : Daniel Égneus, pour sa couverture de Le Dogue noir (livre de Neil Gaiman)
- 2020 : François Baranger, pour son livre Les Montagnes hallucinées 1 (d'après H. P. Lovecraft)
- 2021 : Alan Lee, pour son livre Cahier de croquis du hobbit (d'après J. R. R. Tolkien)
- 2022 : Armel Gaulme, pour L’Homme qui voulut être roi de Rudyard Kipling
- 2023 : Suzanne-Raphaele Lagneau pour Salammbô
- 2024 : François Schuiten (illustration et scénario) et Benoît Peeters (scénario), pour Le Retour du Capitaine Nemo
- 2025 : Philippe-Henri Turin pour Dragons & Merveilles

### Meilleure bande-dessinée
Le prix a été décerné pour la première fois en mai 2011.
- 2011 : Vengeances par Ange et Thierry Démarez
- 2012 : La Dynastie des dragons par Hélène Herbeau et Emmanuel Civiello
- 2013 : Les Aventuriers du temps perdu par Wilfrid Lupano et Jean-Baptiste Andrea
- 2021 : Première Née par Hubert et Bertrand Gatignol[9]
- 2022 : Les idées sont de drôles de bestioles par Isabelle Simler
- 2023 : Le Poids des héros par David Sala
- 2024 : Les Murailles invisibles, tome 1 par Ludovic Rio (dessin) et Alex Chauvel (scénario)
- 2025 : La Cuisine des ogres, trois-fois-morte par Jean-Baptiste Andreae (dessin) et Fabien Vehlmann (scénarion)

### Prix spécial du jury
- 2002 : Patrick Couton pour ses traductions des Annales du Disque-Monde de Terry Pratchett
- 2003 : Claudine Glot et Michel Le Bris, Fées, elfes, dragons et autres créatures des royaumes de féerie
- 2004 : Jacques Goimard, Critique du merveilleux et de la fantasy
- 2005 : André-François Ruaud, Panorama illustré de la fantasy et du merveilleux
- 2006 : Édouard Brasey L'Encyclopédie du Merveilleux
- 2007 : Marie-Charlotte Delmas, Grand légendaire de France
- 2008 : J. R. R. Tolkien, Les Enfants de Húrin
- 2009 : Pierre Dubois et Camille Renversade, Dragons et chimères
- 2010 : Florence Magnin, Contes aux quatre vents
- 2011 : Nicolas Fructus, Kadath, le guide de la cité inconnue, de David Camus, Mélanie Fazi, Raphaël Granier de Cassagnac et Laurent Poujois
- 2012 : Patrice Louinet, pour son travail d’édition et de traduction d’Howard
- 2013 : les éditions Aux Forges de Vulcain, pour la première traduction en français des romans de William Morris : Le Lac aux îles enchantées et La Route vers l’amour
- 2014 : Krystal Camprubi, pour Les Portes d’or
- 2015 : Vincent Ferré, pour le recueil Lire J.R.R. Tolkien et la supervision de la nouvelle traduction du Seigneur des anneaux
- 2016 : Éditions Callidor, pour leurs traductions inédites de classiques de l’imaginaire, collection « L’âge d’or de la fantasy »
- 2017 : Tom Shippey, J.R.R. Tolkien, auteur du siècle
- 2018 : Melchior Ascaride,  Julien Bétan, Mathieu Rivero, Tout au milieu du monde
- 2019 : Anne Besson pour Dictionnaire de la fantasy
- 2020 : S. T. Joshi pour Lovecraft : Je suis Providence
- 2021 : Julien Pirou pour La Grande Aventure du jeu de rôle
- 2022 : Martin Aurell pour Excalibur, Durendal, Joyeuse : La Force de l’épée
- 2023 : Steven Erikson pour Le Livre des Martyrs

### Prix Imaginales de l’album
- 2024 : Fjord par Willy Wanggen
- 2025 : Un abri par Adrien Parlange

### Prix Imaginales des lycéens
Le prix a été décerné pour la première fois en 2005.
- 2005 : Les Fables de l'Humpur par Pierre Bordage et Structura Maxima Olivier Paquet (ex æquo)
- 2006 : La Horde du Contrevent par Alain Damasio
- 2007 : Les Armes de Garamont par Pierre Grimbert
- 2008 : La Moïra par Henri Lœvenbruck
- 2009 : Les Lames du cardinal par Pierre Pevel
- 2010 : Rien ne nous survivra ! par Maïa Mazaurette
- 2011 : La Langue du silence par Samantha Bailly
- 2012 : Le Déchronologue par Stéphane Beauverger
- 2013 : Druide par Olivier Peru
- 2014 : Loar par Loïc Henry
- 2015 : Le Batard de Kosigan par Fabien Cerutti
- 2016 : Le Septième Guerrier-Mage par Paul Beorn
- 2017 : L'Exil par Estelle Vagner
- 2018 : Les Illusions de Sav-Loar par Manon Fargetton
- 2019 : Rouille par Floriane Soulas
- 2020 : Cogito par Victor Dixen
- 2021 : Rouge par Pascaline Nolot
- 2022 : La Princesse au visage de nuit par David Bry
- 2023 : Veggy vs. Zombies par Lydie Wallon
- 2024 : Livie Morevi et les passeurs d’âmes par Nathalie Cérac
- 2025 : Oxcean par Nicolas Michel

### Prix Imaginales des collégiens
Le prix a été décerné pour la première fois en mai 2009.
- 2009 : Le Livre des âmes par Carina Rozenfeld
- 2010 : Salicande par Pauline Alphen
- 2011 : Les Âmes croisées par Pierre Bottero
- 2012 : Nuit tatouée par Charlotte Bousquet
- 2013 : La Lignée par Carole Trébor
- 2014 : Ici-bas par Yves Grevet
- 2015 : Les Autodafeurs par Marine Carteron
- 2016 : Phobos de Victor Dixen
- 2017 : Ne ramenez jamais une fille du futur chez vous par Nathalie Stragier
- 2018 : La Maison des reflets par Camille Brissot
- 2019 : Sirius par Stéphane Servant
- 2020 : Je peux te voir par Carina Rozenfeld
- 2021 : L'Héliotrope par E. S. Green
- 2022 : Les Papillons de Kobé par Bertrand Puard
- 2023 : Les Mots fantômes par David Moitet
- 2024 : L'Appel par Carina Rozenfeld
- 2025 : Règne animal par Adrien Tomas

### Prix Imaginales des écoliers
Le prix a été décerné pour la première fois en 2015.
- 2015 : La Forêt des ténèbres par Cassandra O'Donnell
- 2016 : Le Lutin du cabinet noir par Jean-François Chabas
- 2017 : Traces par Florence Hinckel
- 2018 : Dans la peau de Sam par Camille Brissot
- 2019 : Le Dernier Bleuet par Danielle Martinigol et Isabelle Fournié
- 2020 : La Toute Petite Librairie par Adeline Ruel
- 2021 : Panique à Gémelia par Betty Piccioli
- 2022 : La Malédiction du Bois d’Ombres par David Bry
- 2023 : Le Sablier de l'arbre sacré par Jo Riley-Black
- 2024 : La Légende du Dragon-Ancêtre par Nancy Guilbert
- 2025 : Le Secret de l'envoûteuse par Arnaud Druelle

### Prix Imaginales des bibliothécaires
Le prix a été décerné pour la première fois en 2018.
- 2018 : Boudicca par Jean-Laurent Del Socorro
- 2019 : Les Deux Visages par Paul Beorn
- 2020 : Mers mortes par Aurélie Wellenstein
- 2021 : Les Hurleuses par Adrien Tomas
- 2022 : Le Sang de la cité par Guillaume Chamanadjian
- 2023 : Chien 51 par Laurent Gaudé
- 2024:  La tragédie de l'orque par Pierre Raufast
- 2025 : Plein Ciel par Siècle Vaëlban

### Prix Imaginales de la bande dessinée des bibliothécaires
Le prix a été décerné pour la première fois en 2021
- 2021: Peau d'Homme par Zanzim et Hubert
- 2022: Ténébreuse par Hubert et Vincent Mallié
- 2023: Les Damnés du grand large par Kristøf Mishel et Béatrice Penco Sechi
- 2024: Frontier par Guillaume Singelin

- 2025: Minuit Passé par Gaëlle Geniller